# Anna Skoczylas
Anna Skoczylas z domu Klemensiewicz (ur. 28 listopada 1928 we Lwowie) – polska pisarka, poetka, fotografik, taterniczka i alpinistka.

## Życiorys
Urodziła się 28 listopada we Lwowie w rodzinie Stefanii z domu Wieniewskiej oraz fizyka i taternika Zygmunta Klemensiewicza, profesora Politechniki Lwowskiej, a po II wojnie światowej Politechniki Śląskiej w Gliwicach.
Ukończyła studia na Wydziale Włókienniczym Akademii Sztuk Pięknych w Krakowie. Uczestniczyła w wielu wyprawach do Azji, Afryki i Ameryki Południowej. Należy do Klubu Wysogórskiego w Krakowie. Debiutowała w 1971, tomikiem opowiadań „Bocianie gniazdo”. W latach 1976–1989 należała do Związku Literatów Polskich, a od 1989 jest członkinią Stowarzyszenia Pisarzy Polskich. Za książkę Wędrować po obłokach otrzymała w maju 2008 Nagrodę Krakowska Książka Miesiąca.

## Publikacje
- Bocianie gniazdo (Wydawnictwo Literackie, Kraków 1971, II wydanie, Wydawnictwo Explo, Kraków 1995)
- Kram pod Czerwonym Grzybem (Wydawnictwo Literackie, Kraków 1980)
- Na cztery wiatry (WL 1976)
- Powietrze, orzech, ziarnko piasku (Wydawnictwo Literackie, Kraków 1978)
- Tak trzymać w rękach świat (Wydawnictwo Literackie, Kraków 1980)
- Rozmowa z tobą (Wydawnictwo Literackie, Kraków 1984)
- Wyjęte z szuflady (Wydawnictwo "Miniatura", Kraków 1992)
- Twarze miłości (Wybór, Wydawnictwo Baran i Suszczynski, Kraków 1998)
- Przystanek świat (Wydawnictwo "Plus", Kraków 2004)
- Wędrować po obłokach (Wydawnictwo "Signo", Kraków 2008)
- Przeciąg (Seria Wydawnicza Poeci Krakowa, Biblioteka Kraków, Kraków 2021)

## Życie prywatne
Jej mężem był Adam Skoczylas (1929–1966) – taternik, alpinista i himalaista.